# Merkurpassage
En Merkurpassage er det fænomen, at planeten Merkur passerer ind "foran" Solen, set fra Jorden. Dette sker 13 til 14 gange i løbet af et århundrede.
Da Merkur er tættere på Solen, og derfor også fuldfører et omløb om Solen (et "år") hurtigere end alle andre planeter, indtræffer merkurpassager oftere end det tilsvarende fænomen for planeten Venus.
De sidste merkurpassager var i 2006 og 2016. Den 9. maj 2016 var hele passagen synlig fra Danmark.
Den seneste var den 11. november 2019, der begyndte klokken 13.35 og sluttede fem en halv time senere. 